# 艾伯特·K·班德
艾伯特·K·班德（英語：Albert K. Bender，1921年6月16日—2016年3月29日），美國有名的黑衣人證人，聲稱黑衣人其實就是外星人在地球活動時派遣的幹員。出過《Flying Saucers and the Three Men in Black》一書。

## 班德的確定經歷

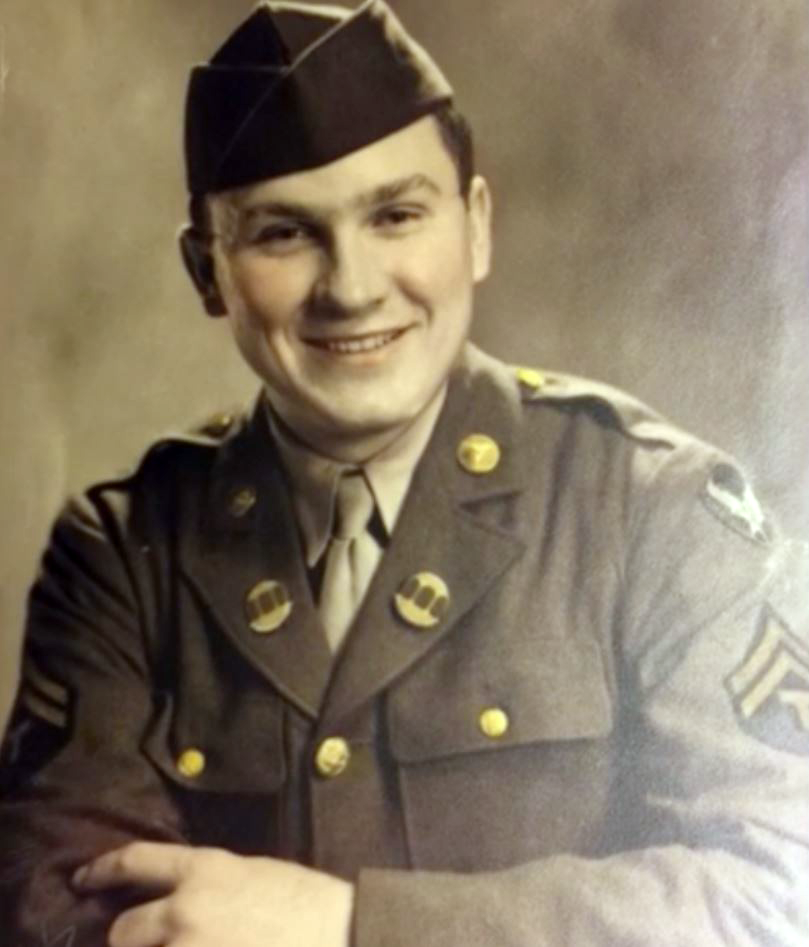
班德在軍中服役時的肖像。

艾伯特·K·班德，1921年6月16日生於宾夕法尼亚州杜里埃。1950年代時則是個在美國康乃狄克州Bridgeport地區的工廠主管。
班德在開始對幽浮（時稱「飛碟」）產生興趣後，於1952年成立了International Flying Saucer Bureau（IFSB，直譯：國際飛碟社）。國際飛碟社成長迅速，成員多是美國人，不過也有其他國籍人民。這個民間組織的活動是調查、報告地方的相關事件。
國際飛碟社在1953年10月發出兩份奇怪的聲明，表示真相已經大白，但是公開的時機還未到，接著就莫名其妙的解散了。很久以後班德才表示：有三個黑衣人來找他叫他閉嘴。
他在數個場合敘述了一段與黑衣人、外星人有關的故事。整理如下。

## 班德宣稱的神秘經歷

### 第一次訪談
他聲稱（可能是在1953年9月）有三個黑衣人來找他。黑衣人告訴他他們外星人在地球辦事，人類最好別礙事。
黑衣人交給他一個小金屬碟，告訴他：
只要在啟動的收音機旁，將碟子緊握在手，說：「Kazik」，就能聯絡外星人。
班德說他這麼作了後，突然感到奇寒徹骨，然後發現他已置身於一個寬大的圓室，圓室還有個透明的圓頂。接著有某個類男人實體向他展示外星人的家鄉的圖片，一面還有一些模糊難懂的解釋。這可能是個以心靈感應進行的簡報。
簡報提到：
外星人的星系是由一個巨大的發光物形成。外星人的歷史遠比地球悠久，而且地球還是個被詛咒的（Cursed）爛地方，有國族分裂等種種外星人沒有的問題。
外星人來到地球是為了從地球的海水中提煉一種珍貴物質。
外星人有很多幹員在地球上活動，特別是美國五角大廈。
（接著簡報者放出了核武器堆成一堆一堆的圖片，說明以下這事）
外星人有能力在同一時間引爆人類手上所有的核武。不過他們只有在人類想阻止他們在地球上的活動時才會這麼作。
簡報告一段落後，出現了一個醜陋恐怖的怪物（他說長得像西維吉尼亞州的Flatwoods怪物）（可能是類男人實體變成的），繼續用心電感應告訴班德他們外星人有三種性別：雄性、雌性，和一種比雌雄都要更崇高的第三性別，稱為「exalted ones」（直譯：崇高者），在外星人中居領導地位。然後班德又感到一陣難耐的寒冷，他就被送回正常生活了。

### 第二次訪談
在另一個場合裡，班德敘述了另一次和外星人的訪談。
班德說他被送到南極的一個冰穴。冰穴中有些設施正在提煉一種透明液體。上次的那種怪物告訴他這就是外星人要的珍貴物質。班德在那裡聞到一股硫磺味。
接著班德見到了自稱「崇高者」的類人實體。崇高者身高180公分左右而且長得很帥。白髮，曬黑的皮膚，身邊彷彿還纏繞著一團藍色的靄氣。崇高者讓班德覺得對方不只是基地長官，還是外星人在地球活動的領導。
崇高者表示：
外星人自1945年起開始在地球活動，而且確實弄死了一些地球人。有的地球人被他們帶離地球作實驗或是展覽，但是沒有人挨得了這種遷移。
崇高者又補充了一下外星的情形：
上次說到的那形成外星人星系的巨大發光物溫度非常高，高到無法進入發光物十億光年內。除發光物之外另外有一個巨大的黑色地帶。連外星人在黑色地帶也弄丟了些太空船。
接著兩人的話題就轉到了信仰。
談話大致是這樣：
崇高者表示上帝並不存在，只是人類的創造物，而耶穌基督只是一個事蹟被誇大的信徒而已。班德問起外星人的信仰時，崇高者先強調地球的原始落後，又說耶穌尚未復活，而且其遺體是被偷走或藏起了。然後崇高者說外星人不信上帝，但是那個巨大發光物是他們的創造者。
這段聊完後，訪談結束前，崇高者表示他們最近將會在班德他家附近砸掉一個不值錢的東西，展示一下外星人的威力。然後訪談就結束了。班德又像上次一樣感到一陣冷然後回到正常生活中。
1953年8月20日（應該是在第二次訪談之後），「據說」有個幽浮在New Haven（距班德家只有幾哩）地區某處的一個標示牌上打了個洞。現場還有一股硫磺味。

## 班德對外星人的看法
儘管崇高者強調外星人不信上帝，但班德還是以基督教教義精神來解讀崇高者說的話：
大發光物是外星人的造物主，而那片黑暗則是外星人的地獄。
而且如果將崇高者的話放入基督教思想框架，那外星人就是魔鬼（Demon）。證據是：
1. 陰險、可怕的外表，但是有必要時變得很帥的能力
2. 使人失去信仰的無神論說辭
3. 其他魔鬼的（Diabolical）特徵：比如硫磺味與寒冷
4. 有附身能力：黑衣人曾向班德提到有時他們綁架地球人是為了控制他們的身體

值得一提的是班德和神秘學（Occultism）之間不小的關聯。在他對幽浮感興趣之前他的興趣就是神秘學。他說他還曾經把自己家佈置出秘教與恐怖氣氛來嚇唬客人。
神秘學一直提供了幽浮活動和其他超自然現象--包括惡魔主義（Diabolism）--之間的實質連結。